# Алиј (Ер и Лоар)
Алиј (фр. Alluyes) насеље је и општина у централној Француској у региону Центар (регион), у департману Ер и Лоар која припада префектури Шатоден.
По подацима из 2011. године у општини је живело 756 становника, а густина насељености је износила 38,61 становника/km². Општина се простире на површини од 19,58 km². Налази се на средњој надморској висини од 129 метара (максималној 154 m, а минималној 121 m).

## Демографија
| 1962. | 1968. | 1975. | 1982. | 1990. | 1999. | 2011. |
| ----- | ----- | ----- | ----- | ----- | ----- | ----- |
| 703   | 720   | 692   | 548   | 577   | 619   | 756   |

График промене броја становника у току последњих година